# Cinzia De Carolis
Cinzia De Carolis (* 22. März 1960 in Rom, Italien) ist eine italienische Schauspielerin und Synchronsprecherin.
Cinzia De Carolis debütierte bereits im Kindesalter in einer italienischen Fernsehserie, gefolgt von diversen nationalen Film- und Fernsehproduktionen. Als Karl Maldens Nichte Lori spielte sie 1971 in Dario Argentos Die Neunschwänzige Katze, gefolgt von zumeist B-Movies fragwürdiger Qualität. Parallel auch umfassende Tätigkeit für den Synchron, die sich bald intensivierte und ihr eigentliches künstlerisches Standbein wurde. Seit den 1980er-Jahren ist sie als Schauspielerin nur noch vereinzelt vor der Kamera zu sehen.

## Filmografie (Auswahl, als Schauspielerin)
- 1968: Anna dei miracoli (Fernsehserie)
- 1970: Marcovaldo (Fernsehserie)
- 1970: Angeli senza paradiso
- 1971: Die Neunschwänzige Katze (Il gatto a nove code)
- 1972: La Notte dei diavoli
- 1974: I Figli di nessuno
- 1975: Malia vergine, e di nome Maria
- 1976: Rosso veneziano (Fernsehserie)
- 1979: Libidine
- 1980: Pronto emergenza (Fernsehserie)
- 1980: Asphaltkannibalen (Apocalypse domani)